# Michał Rouba
Michał Rouba (ur. 11 czerwca 1893 w Wilnie, zm. 12 lipca 1941 tamże) – polski malarz.

## Życiorys
Urodził się w rodzinie Napoleona Rouby, wileńskiego dziennikarza i krajoznawcy i Antoniny z Kowzanów. W 1912 rozpoczął studia w Akademii Sztuk Pięknych w Krakowie w pracowni Jacka Malczewskiego, dwa lata później powrócił do Wilna i podjął pracę nauczyciela rysunku w gimnazjum Sióstr Nazaretanek. W 1919 rozpoczął naukę na Wydziale Sztuk Pięknych Uniwersytetu Stefana Batorego, przerwał ją w 1920, aby walczyć w wojnie polsko-bolszewickiej. Następnie powrócił na uczelnię i ukończył ją w 1921, w tym samym roku poślubił Kazimierę Adamską. Był jednym z założycieli Wileńskiego Towarzystwa Artystów Plastyków, z którym wystawiał swoje prace. W 1924 wyjechał do Paryża aby pogłębić swoją wiedzę z zakresu technik malarskich, trzy lata później otrzymał zaproszenie Towarzystwa Szerzenia Sztuki Polskiej wśród Obcych do reprezentowania ojczyzny podczas wystaw międzynarodowych. Prace Michała Rouby brały udział w wystawach organizowanych w Amsterdamie, Wiedniu, Budapeszcie, Hadze, Brukseli oraz podczas corocznego Salonu Jesiennego w Paryżu. Podczas Powszechnej Wystawy Krajowej w 1929 za wystawiane prace artysta otrzymał tzw. „mały srebrny medal”. Obrazy Rouby były kupowane przez muzea do ich kolekcji sztuki współczesnego malarstwa polskiego. W 1930 odbył podróż artystyczną do Włoch, rok później założył w Wilnie własną Szkołę Rysunku i Malarstwa. Po wkroczeniu do Wilna Armii Czerwonej razem z rodziną został pozbawiony przez władze okupacyjne mieszkania; 2 kwietnia 1941 zmarła nagle żona artysty Kazimiera Adamska-Rouba. Michał Rouba zmarł 12 lipca 1941 i został pochowany na cmentarzu Bernardyńskim.